# Lavadeira-de-cara-branca
Caça-moscas-palustre ou lavadeira-de-cara-branca (Fluvicola albiventer) é uma espécie de ave da família Tyrannidae.
Pode ser encontrada nos seguintes países: Argentina, Bolívia, Brasil, Paraguai, Peru e Uruguai.
Os seus habitats naturais são: pântanos.